# Čerín
Čerín es un municipio del distrito de Banská Bystrica en la región de Banská Bystrica, Eslovaquia, con una población estimada a final del año 2024 de 446 habitantes.
Se encuentra ubicado en la zona centro-norte de la región, cerca del río Hron —un afluente izquierdo del Danubio— y de la frontera con la región de Žilina.

## Demografía
| Año        | 1994 | 2004     | 2014    | 2024    |
| ---------- | ---- | -------- | ------- | ------- |
| Población  | 397  | 437      | 459     | 446     |
| Diferencia |      | +10,07 % | +5,03 % | −2,83 % |

| Año        | 2023 | 2024    |
| ---------- | ---- | ------- |
| Población  | 456  | 446     |
| Diferencia |      | −2,19 % |